# LPGA Tour 1995
Navigation
Édition précédente Édition suivante
Le LPGA Tour 1995 est la quarante-sixième édition du Ladies Professional Golf Association Tour (LPGA), circuit professionnel féminin de golf, qui se déroule du 12 janvier 1995 au 5 novembre 1995. Axée sur les États-Unis, la LPGA a entrepris la tenue de tournois hors du continent américain ces dernières saisons, ainsi cette saison voit des tournois programmés en Angleterre, au Canada, en Corée du Sud (pour la première fois) et au Japon. Cette quarantième-sixième édition de ce circuit permet de proposer un certain nombre de tournois professionnels destinés aux femmes en dehors des compétitions amateurs. La volonté de la professionnalisation des golfeuses leur permet désormais de gagner de l'argent en jouant au golf.
Cette saison comporte trente-trois tournois, soit une de plus qu'en 1994, auxquels sont insérées des dotations financières en fonction du résultat de la golfeuse. Quatre de ces tournois sont considérés comme « tournoi majeur » - le Nabisco Dinah Shore, le Championnat de la LPGA, l'Open américain et le Classique du Maurier - et sont considérés comme les plus prestigieux et difficiles à remporter.
La Suédoise Annika Sörenstam est désignée « Joueuse de l'année de la LPGA » (« Player of the Year ») pour la première fois de sa carrière et remporte le classement des gains avec 666 533 $ de gains et trois victoires dont un tournoi majeur : l'Open américain. Les trois autres tournois majeurs sont remportés par Nanci Bowen (Nabisco Dinah Shore), Kelly Robbins (Championnat de la LPGA) et la Péruvienne Jenny Lidback (Classique du Maurier). Enfin, le « Trophée Vare » récompensant la golfeuse ayant la moyenne de score la plus basse de la saison est également remporté par Annika Sörenstam pour la première fois de sa carrière.

## Histoire
Pour l'organisation de cette quarantième-sixième édition, la majorité des tournois se disputent aux États-Unis mais quatre tournois sont programmés hors des États-Unis. Comme la saison précédente, la LPGA décide d'organiser des tournois hors des frontières des États-Unis avec la tenue de tournois programmés en Angleterre, au Canada, en Corée du Sud (pour la première fois) et au Japon. La majorité des joueuses sont des golfeuses principalement américaines professionnelles et amateures mais la LPGA intègre quelques années des golfeuses étrangères. Le calendrier fait débuter la saison par le Tournoi des Champions de The Mitchell Company remporté par la Canadienne Dawn Coe-Jones. Au cours de cette saison, bien que la majorité des tournois ont été remportés par des golfeuses américaines professionnelles, de nombreuses golfeuses non-américaines remportent des tournois : les Canadiennes Dawn Coe-Jones et Gail Graham, les Anglaises Laura Davies et Alison Nicholas, l'Écossaise Kathryn Marshall, la Suédoise Annika Sörenstam, la Péruvienne Jenny Lidback, l'Australienne Karrie Webb et la Sud-coréenne Woo-Soon Ko.
La Suédoise Annika Sörenstam est désignée « Joueuse de l'année de la LPGA » (« Player of the Year ») pour la première fois de sa carrière et remporte le classement des gains avec 666 533 $ de gains et trois victoires dont un tournoi majeur : l'Open américain. Les trois autres tournois majeurs sont remportés par Nanci Bowen (Nabisco Dinah Shore), Kelly Robbins (Championnat de la LPGA) et la Péruvienne Jenny Lidback (Classique du Maurier).

## Participantes à la saison LPGA 1995
Les participantes ont deux statuts. Certaines sont devenues professionnelles mais de nombreuses amateures prennent également part aux tournois sans toutefois pouvoir recevoir le montant des gains en raison de leur statut.
| Participantes     | Participantes        | Participantes         | Participantes    | Participantes    |
| Professionnelles  | Professionnelles     | Professionnelles      | Professionnelles | Professionnelles |
| ----------------- | -------------------- | --------------------- | ---------------- | ---------------- |
| Helen Alfredsson  | Danielle Ammaccapane | Nanci Bowen           | Pat Bradley      | Dawn Coe-Jones   |
| Elaine Crosby     | Beth Daniel          | Laura Davies          | Dale Eggeling    | Gail Graham      |
| Tammie Green      | Carin Hjalmarsson    | Becky Iverson         | Christa Johnson  | Rosie Jones      |
| Tracy Kerdyk      | Toshimi Kimura       | Betsy King            | Emilee Klein     | Woo-Soon Ko      |
| Hiromi Kobayashi  | Julie Larsen         | Jenny Lidback         | Meg Mallon       | Kathryn Marshall |
| Michelle McGann   | Jill McGill          | Leigh Ann Mills       | Dottie Mochrie   | Barb Mucha       |
| Liselotte Neumann | Alison Nicholas      | Katie Peterson-Parker | Caroline Pierce  | Cindy Rarick     |
| Susie Redman      | Kelly Robbins        | Patty Sheehan         | Val Skinner      | Annika Sörenstam |
| Sherri Steinhauer | Jan Stephenson       | Barb Thomas           | Kris Tschetter   | Colleen Walker   |
| Karrie Webb       | Mary Beth Zimmerman  |                       |                  |                  |

## Classements saison 1995

### Tableau des gains («Money list»)
Le tableau ci-dessous est le classement des golfeuses par gains obtenus sur cette saison 1995. Le classement par gains est remporté par Annika Sörenstam avec 666 533 $ remportés.
| Cla. | Golfeuses        | Gains     | Victoires |
| ---- | ---------------- | --------- | --------- |
| 1    | Annika Sörenstam | 666 533 $ |           |
| 2    | Laura Davies     | 530 349 $ |           |
| 3    | Kelly Robbins    | 527 655 $ |           |
| 4    | Dottie Pepper    | 521 000 $ |           |
| 5    | Betsy King       | 481 149 $ |           |
| 6    | Beth Daniel      | 480 124 $ |           |
| 7    | Michelle McGann  | 449 296 $ |           |
| 8    | Meg Mallon       | 434 986 $ |           |
| 9    | Val Skinner      | 430 248 $ |           |
| 10   | Rosie Jones      | 426 957 $ |           |
| 11   | Pat Bradley      | 368 904 $ |           |
| 12   | Kris Tschetter   | 636 202 $ |           |
| 13   | Tammie Green     | 334 017 $ |           |
| 14   | Patty Sheehan    | 333 147 $ |           |
| 15   | Jane Geddes      | 332 041 $ |           |

### Trophée Vare («Vare Trophy»)
Le tableau ci-dessous est le classement des golfeuses par scores les plus bas sur cette saison 1995.
| Cla. | Golfeuses        | Moyenne |
| ---- | ---------------- | ------- |
| 1    | Annika Sörenstam |         |